# 雁塔 (大同市)
雁塔是山西省大同市的一座古塔，又名文峰塔、瞭望塔。该塔始建于明代天启四年（公元1624年），原位于南城墙上东端，2008年7月，迁至府文庙复建异地保护，同时在城墙旧址上新建一座较大的文峰塔。对于文峰塔异地重建，原址另外建新塔，争议很大。  
雁塔是一座罕见的建于城墙上的小型古塔，既显得高大，又可节约开支。砖塔八角七层，高14米。
1966年4月23日，雁塔列为第一批大同市文物保护单位。